# Construcciones y Auxiliar de Ferrocarriles
Construcciones y Auxiliar de Ferrocarriles, S. A., más conocida por la sigla CAF, es una empresa española con domicilio social en Beasáin (Guipúzcoa) que fabrica trenes y material ferroviario para las redes de tranvía, ferrocarril metropolitano,  metro de neumáticos, de cercanías, de largo recorrido y de alta velocidad. 
En 2017 se encontraba en el puesto número 155 entre las 200 mayores empresas españolas.

## Historia
La Compañía Auxiliar de Ferrocarriles (CAF) se funda el 4 de marzo de 1917 con el propósito de arrendar a la Sociedad Española de Construcciones Metálicas los talleres de la Fábrica de Vagones en la vega del Oria. Estas instalaciones se remontan al año 1860, fecha en la que se estableció en Beasain la Fábrica de Hierros de San Martín, junto a las vías del ferrocarril del Norte, y posteriormente La Maquinista Guipuzcoana, que se integró en la Sociedad Española de Construcciones Metálicas en 1901. Esta empresa optó por centrar en Beasain la fabricación de vagones y para ello procedió al derribo de todas las instalaciones fabriles heredadas de La Maquinista Guipuzcoana para levantar una nueva fábrica diseñada por el ingeniero alemán Franz Melaun con una capacidad para la construcción integral de hasta 3.000 vagones anuales. En 1925 CAF compró las instalaciones fabriles que había arrendado en 1917 a la Sociedad Española de Construcciones Metálicas, y en 1971 adopta el actual nombre de Construcciones y Auxiliar de Ferrocarriles (CAF), S.A. tras fusionarse con Material Móvil y Construcciones con sede en Zaragoza.
CAF también estuvo fabricando vehículos todoterreno Jeep, bajo licencia, desde 1955 hasta 1982, como propietaria de Avia y más tarde, tras un acuerdo comercial con Motor Ibérica, con la marca Ebro.[cita requerida]
En 2018, la multinacional aumentó su apuesta por la movilidad urbana adquiriendo la empresa polaca Solaris Bus & Coach, dedicada a la fabricación de autobuses, por unos 300 millones de euros. Tras la adquisición, CAF vendió el 35 % de acciones a un fondo polaco que quería mantener el arraigo polaco de la empresa.
En 2019, CAF fue denunciada ante el Punto Nacional de Contacto que se rige por las Líneas Directrices de la OCDE para Empresas Multinacionales sobre Conducta Empresarial Responsable, por parte del Comité de Solidaridad con la Causa Árabe, por construir, ampliar y gestionar líneas de tranvía entre la zona israelí de Jerusalén y los asentamientos en Cisjordania (considerados territorios ocupados ilegalmente por parte de la Autoridad Palestina). En el consorcio con CAF está la empresa israelí Shapir Engineering, incluida en la Base de datos del Consejo de Derechos Humanos de las Naciones Unidas por su actuación en la ocupación de territorio palestino.  CAF no aceptó ninguna mediación del órgano deliberativo y sigue adelante con el proyecto a pesar de estas críticas.

## El archivo histórico
El archivo histórico de la Oficina Técnica de Zaragoza fue cedido gratuitamente al Gobierno de Aragón en 2008, siendo depositado un año después en el Archivo Histórico Provincial, cuya sede está en la ciudad de Zaragoza.
La documentación histórica de la Oficina Técnica de la CAF, con documentos fechados entre 1901 y 1975, es muy importante para el estudio de la construcción y comercialización de ferrocarriles, tranvías y metropolitanos tanto en España como en Europa y Hispanoamérica. El fondo contiene planos, fotografías, fichas de clientes, etc., así como dibujos artísticos de los elementos decorativos de los vagones de principios del siglo XIX.
El acceso a esta documentación está regulado por la legislación vigente en España en materia de Propiedad Intelectual e Industrial. También pueden existir limitaciones según marca la legislación española sobre protección de datos personales.

## Factorías
Dispone de factorías en Beasáin, Irún, Zaragoza, Castejón, Bagnères-de-Bigorre (CAF France), Reichshoffen (Usine ferroviaire de Reichshoffen), Newport (CAF Newport), Elmira (CAF USA), Hortolândia (CAF Brasil) y Huehuetoca (CAF México).

## Filiales
CAF tiene más de 30 filiales, siendo las siguientes las más importantes:
- Actren. Mantenimiento ferroviario.
- CAF Signalling. Empresa filial del Grupo CAF que diseña y proporciona soluciones integrales de Señalización y Control ferroviarios. Proporciona soluciones integrales de señalización ferroviaria, cubriendo tanto el ámbito de infraestructuras como el de material embarcado. Desde enero de 2013 es miembro de pleno derecho de  UNISIG. Entre la tecnología de CAF Signalling destaca:

1. Familia de sistemas AURIGA, que cubre los sistemas ERTMS de infraestructura y embarcado en Nivel 1 y Nivel 2, así como el ATO sobre el ETCS.
2. Base de enclavamientos QUASAR S4e.
3. Plataforma de puestos de mando integrados NAOS, que incluye puestos de control de tráfico ferroviarios, tranviarios y de metro, así como telemandos de otros sistemas tales como energía, detectores… desde el mando de tráfico y telemando de energía al de detectores.

- CAF Power & Automation. Fusión de las filiales Traintic, Trainelec y Desarrollo Software Miramón 4. Dedicada al diseño y fabricación de equipos de potencia embarcados y de sistemas de comunicación y control para cualquier tipo de material rodante.
- CAF Turnkey & Engineering. Ingeniería del transporte.
- MiiRA. Diseño y fabricación de ruedas, ejes y reductores.
- RL Components. Componentes ferroviarios, Centralización de Compras y Desarrollo de talleres a nivel internacional.
- LETS. Sistemas de información óptica y visual a pasajeros y operador del tren.
- CAF DIGITAL SERVICIES. Ingeniería del mantenimiento.
- Lander. Diseño, desarrollo e implantación de dispositivos de simulación ferroviaria y automovilística.
- WannaFreight. WF es la empresa de reservas de transporte de mercancías de CAF.
- Vectia. Construcción y diseño de autobuses eléctricos.
- Solaris Bus & Coach. Empresa polaca dedicada a la construcción y diseño de autobuses y tranvías.
- Orbital Critical Systems. Empresa fundada en Navarra dedicada a la ingeniería aeroespacial y ferroviaria adquirida en 2021.[13]

## Accionariado
| Accionista     | Derechos de voto | Sociedad                                        |
| -------------- | ---------------- | ----------------------------------------------- |
| empleados      | 29,560%          | Cartera Social, S.A.                            |
| Kutxabank      | 19,056%          | CK Corporación Kutxa, S.L.                      |
| BNP Paribas    | 5,473%           | BNP Paribas Segurities Services Lux A/C Ceda    |
| Banca Cívica   | 3,010%           | Compañía Andaluza de Rentas e Inversiones, S.A. |
| Gobierno Vasco | 3,000%           | Fondo Finkatuz (Instituto Vasco de Finanzas)    |

## Productos
CAF cuenta con una de las gamas más amplias de material rodante del mercado. CAF diseña, fabrica y mantiene todo tipo de vehículos, equipados con los últimos adelantos tecnológicos en seguridad, prestaciones y confort.
La gama de CAF incluye las siguientes soluciones de movilidad:
| Nombre | Imagen | Detalles                                                             |
| ------ | ------ | -------------------------------------------------------------------- |
| Oaris  |        | Trenes de alta y muy alta velocidad capaces de alcanzar los 350 km/h |
| Civity |        | Trenes modulares para servicios regionales y de cercanías            |
| Inneo  |        | Unidades de metro adaptadas a las necesidades de cada ciudad         |
| Urbos  |        | Tranvías, metros ligeros y tren/tranvías                             |
| Bitrac |        | Locomotoras de tracción diésel y eléctrica                           |

## Clientes
CAF ha sido fabricante de gran parte del material móvil de los metros de Madrid, Barcelona, Bilbao, Valencia, Sevilla, Málaga, Palma de Mallorca, Washington D. C., Roma, Bruselas, Hong Kong, Ciudad de México, Santiago de Chile, Medellín, Argel, Sao Paulo, Ámsterdam, Quito; de las redes de metro ligero de Granada, Málaga, Antalya; para las redes de tranvía de Monterrey, La Coruña, Valencia, Ámsterdam, Sevilla, Bilbao, Vitoria, Sacramento, Pittsburgh, Luxemburgo, Lisboa, Belgrado y Zaragoza y buena parte del material móvil de Renfe, FEVE, EuskoTren, SFM y FGC. Otros países del mundo, como Finlandia, Reino Unido, Irlanda, Turquía, Chile, México, Argentina, Argelia, Hungría, Portugal, Arabia Saudí, Venezuela y Nueva Zelanda, se equipan también con vehículos fabricados por CAF.

### EspañaEspaña

#### Renfe

##### Alta Velocidad
- Serie 105:

Unidades formadas por composiciones variables de cuatro, seis u ocho coches. El tren está compuesto por ocho coches motores, con una potencia de tracción de 10 MW y múltiple captación de corriente (1,5 y 3 kVcc, 15 y 25 kVca). Tendrá una velocidad máxima de 350 km/h. Renfe posee solo una unidad de 4 coches, como prototipo.
- Serie 120:

Unidad de tren eléctrica, autopropulsada, bitensión, de rodadura desplazable y velocidad máxima de 250 km/h. Tiene capacidad para cambiar de ancho ibérico (1668 mm) a ancho internacional (1435 mm) sin detenerse. Formada por cuatro coches, pueden acoplarse dos unidades para formar un tren de ocho. La serie se compone de 27 unidades dividida en dos subseries, de las cuales los 15 que conforman la segunda disponen de transformador auxiliar para poder circular por túneles largos, como el de Guadarrama.
- Serie 121:

29 unidades muy similares a las de la serie 120 pero diseñadas para servicios de media distancia y transformador auxiliar, al igual que la segunda subserie de 120.

##### Regionales
- Serie 598:

La serie 598 de Renfe consta de 21 unidades fabricadas por CAF. Son trenes diésel basculantes basados en los TRD de la serie 594 de Renfe. Los trenes incorporan el Sistema Inteligente de Basculación Integral (SIBI), desarrollado por CAF y ya utilizado en algunos TRD. El SIBI cuenta con un detector de posición, que precisa el punto del recorrido en el que está situada la unidad gracias a distintos algoritmos patentados. El equipo de control actúa sobre la basculación y da al tren una inclinación de hasta seis grados, que reduce la aceleración lateral no compensada y permite aprovechar al máximo las características del recorrido y las prestaciones del tren.
- TRD:

Tren diésel "TRD" que consta de dos coches motores con dos bogies cada uno (M-M), que pueden acoplarse formando composiciones de hasta cinco unidades. Cada coche motor está dotado de dos equipos de motorización.
Están construidos en aleación ligera, con un sistema de testero que permite el libre tránsito a los viajeros entre diferentes unidades, una vez acopladas. Diseño basado en la modularidad, que permite un alto grado de disponibilidad en la explotación de las unidades, a una velocidad máxima de 160 km/h.
- Serie 449:

CAF y Renfe llegaron al acuerdo de construir las 57 unidades. Todas las unidades son para ancho ibérico y tienen preinstalaciones para los equipos de seguridad y los elementos necesarios para instalar bogies en ancho UIC (o bogies de ancho variable Brava).
- Serie 599:

En 2005 Renfe inició el proceso de definición de los automotores diésel que debían sustituir a las series 592, 593 y posiblemente 596. Después de la correspondiente publicación de los documentos técnicos de compra, recepción y análisis de ofertas, Renfe adjudica en julio del 2006 Renfe a la empresa CAF la construcción de 50 automotores diésel. El contrato de compra se firmó en septiembre del mismo año, siendo esta fecha el punto de partida para la realización del proyecto y fabricación del primer tren prototipo. En octubre de 2008 se iniciaron las pruebas en vía de la primera unidad.
- Serie 440:

La serie 440 de Renfe es una serie de unidades eléctricas entregadas a partir del año 1975 y que fueron adjudicadas para cumplir los objetivos del Plan Estratégico de Renfe 1972-1975.
Con una velocidad máxima de 140 km/h (150 km/h en Chile), son desde hace más 30 años el pilar básico de la red de servicios de media distancia, y durante mucho tiempo también lo fueron de los servicios de cercanías. Es un tren autopropulsado con 3 coches, de los cuales sólo uno está motorizado, y tienen una cabina de conducción en ambos extremos.
- Serie 444:

Serie de 14 unidades de automotores eléctricos recepcionadas en 1980-1981, originalmente destinados a servicios Intercity y después a servicios regionales en Cataluña; 10 fueron enviadas a Chile.
Tienen una velocidad máxima de 140 km/h (150 en Chile).

##### Cercanías
- Series Civia 462/463/464/465:

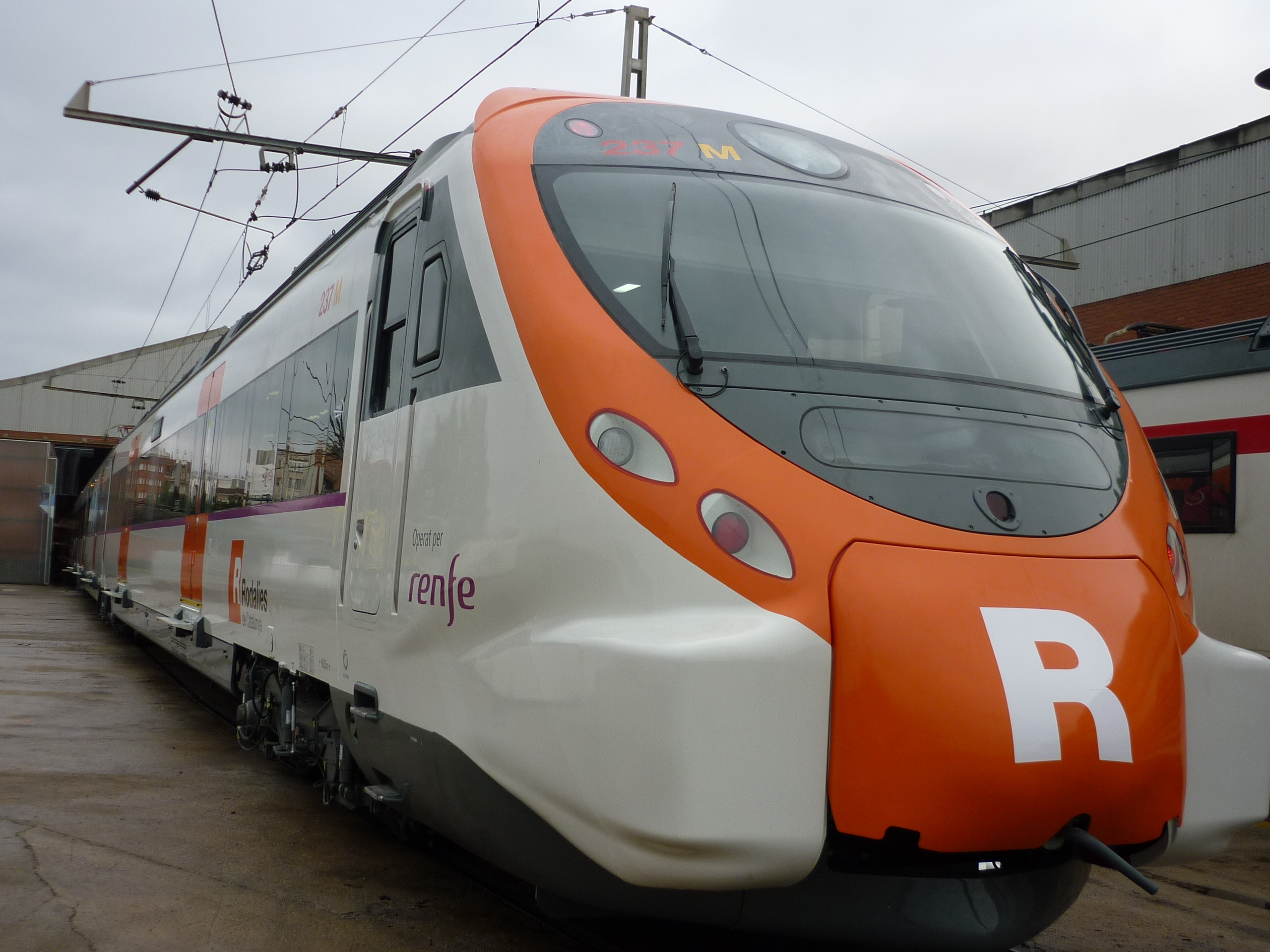
Tren Civia prestando servicio en Cercanías Barcelona.

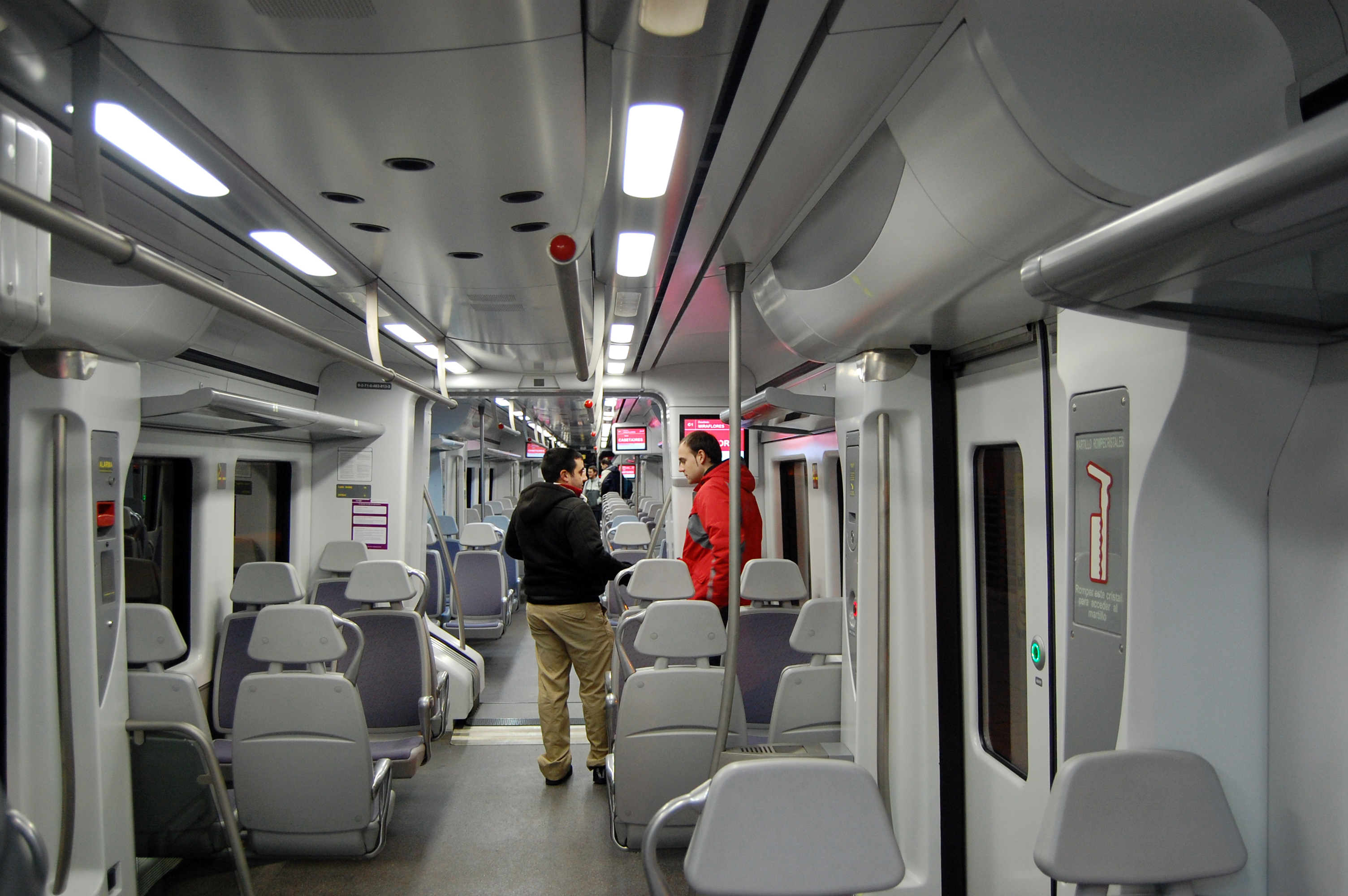
Interior de un tren Civia.

El Tren Civia es una unidad eléctrica para transporte rápido y masivo de viajeros en líneas de cercanías urbanas y suburbanas, con gran capacidad de transporte de viajeros y paradas frecuentes.
Exterior con testero aerodinámico, carenado de techo, faldones bajo bastidor, aspecto lateral continuo de luna corrida. Interiormente es un tren continuo, uniendo los coches mediante pasillo diáfano de intercirculación.
- Serie 446/447:

La Serie 446 de Renfe, junto con la serie 447 y el prototipo de la serie 445, son un grupo de unidades eléctricas ideadas para ofrecer servicios de cercanías más eficaces. Están dotadas de las necesidades exigidas para cercanías, un servicio con múltiples paradas en distancias cortas y un gran trasiego de viajeros. De este modo se les dotó de una gran capacidad de aceleración, penalizando la velocidad máxima.
- Nuevos trenes alpinos de la línea C-9 de Cercanías Madrid

##### Locomotoras
- Serie 250:

La serie 250 de Renfe consta de 35 unidades para remolcar trenes de viajeros y de mercancías, construidas en Alemania por Krauss-Maffei y Brown-Boveri (250.001 - 250.005) y el resto en España por la MTM y CAF bajo licencia.
- Serie 252:

Las 252 son una serie de locomotoras universales y muy versátiles, derivadas de la serie E120 de los Ferrocarriles Federales Alemanes DB y construidas por CAF-Macosa (ahora Vossloh), Siemens y Krauss-Maffei para el NAFA de la LAV Madrid-Sevilla.

#### Otros

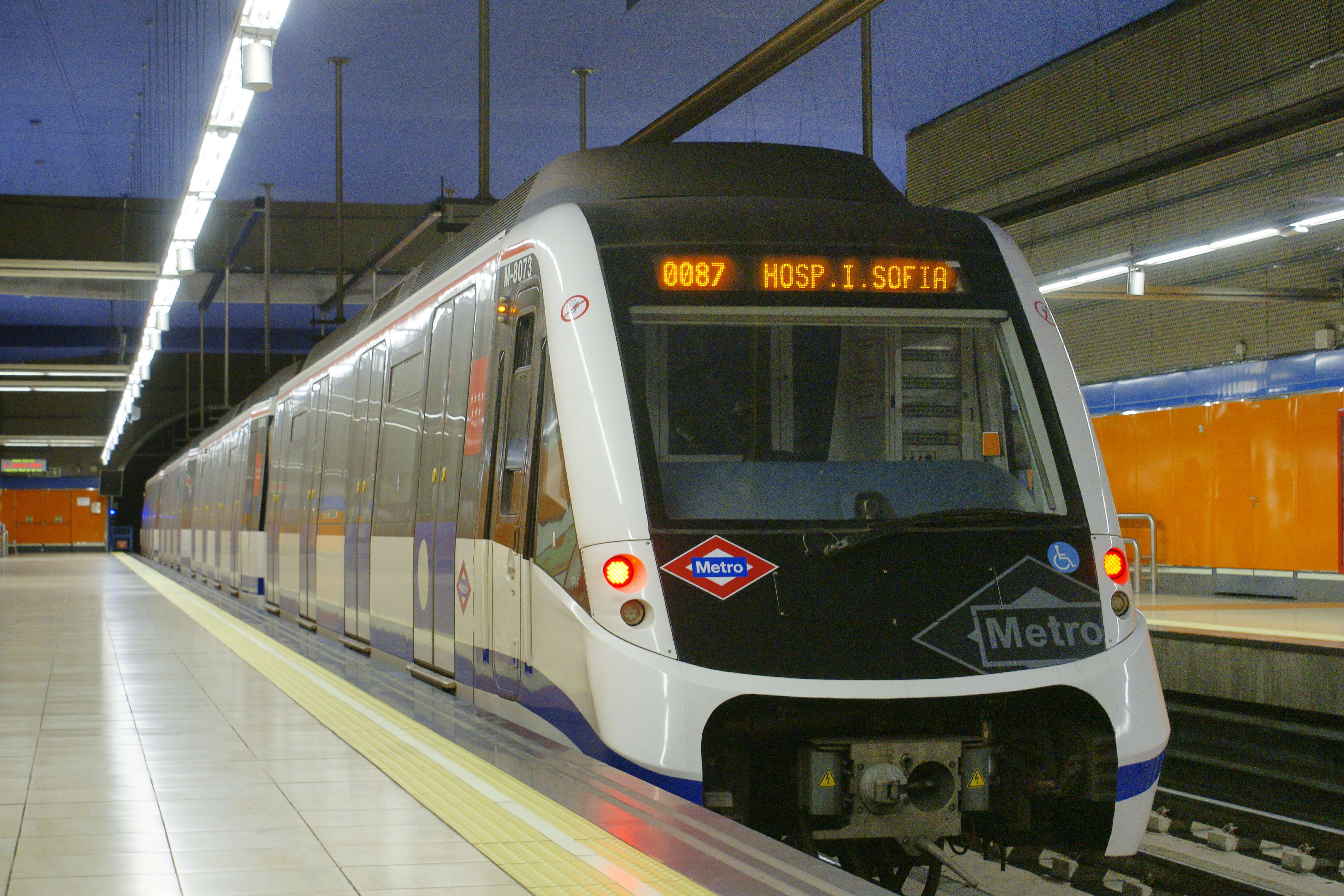
Serie 8000 del Metro de Madrid.

Servicios Ferroviarios Mallorca
- Serie 61

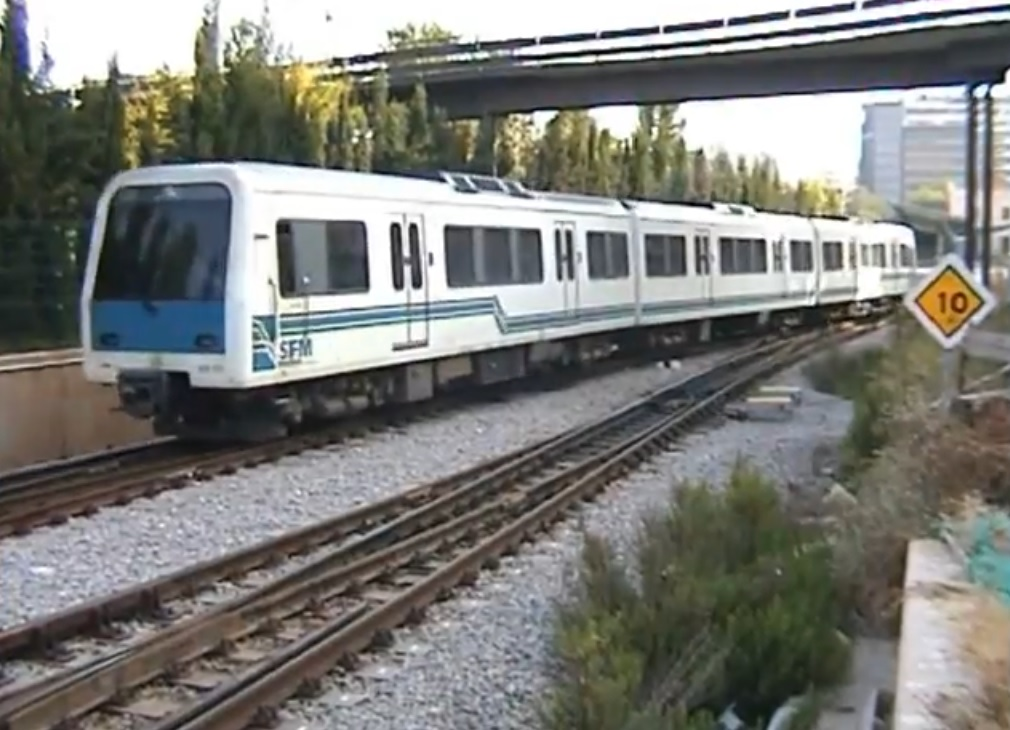
Automotor diésel de SFM, en Mallorca.

Tres remesas de unidades diésel para las líneas ferroviarias de Mallorca. En 1995, 2002 y 2005.
- Serie 71

Seis unidades dobles para el metro de Palma de Mallorca.
- Serie 81

Suministro de 13 unidades eléctricas de vía métrica, bidireccionales (dos cabinas de conducción).
Diseñadas mediante un sistema modular que permite composiciones “M1-N-M2” o “M1-N-N-M2”. Preparadas para el acoplamiento de dos unidades. Conformadas por 3 o 4 cajas apoyadas sobre dos bogies motores cada una.

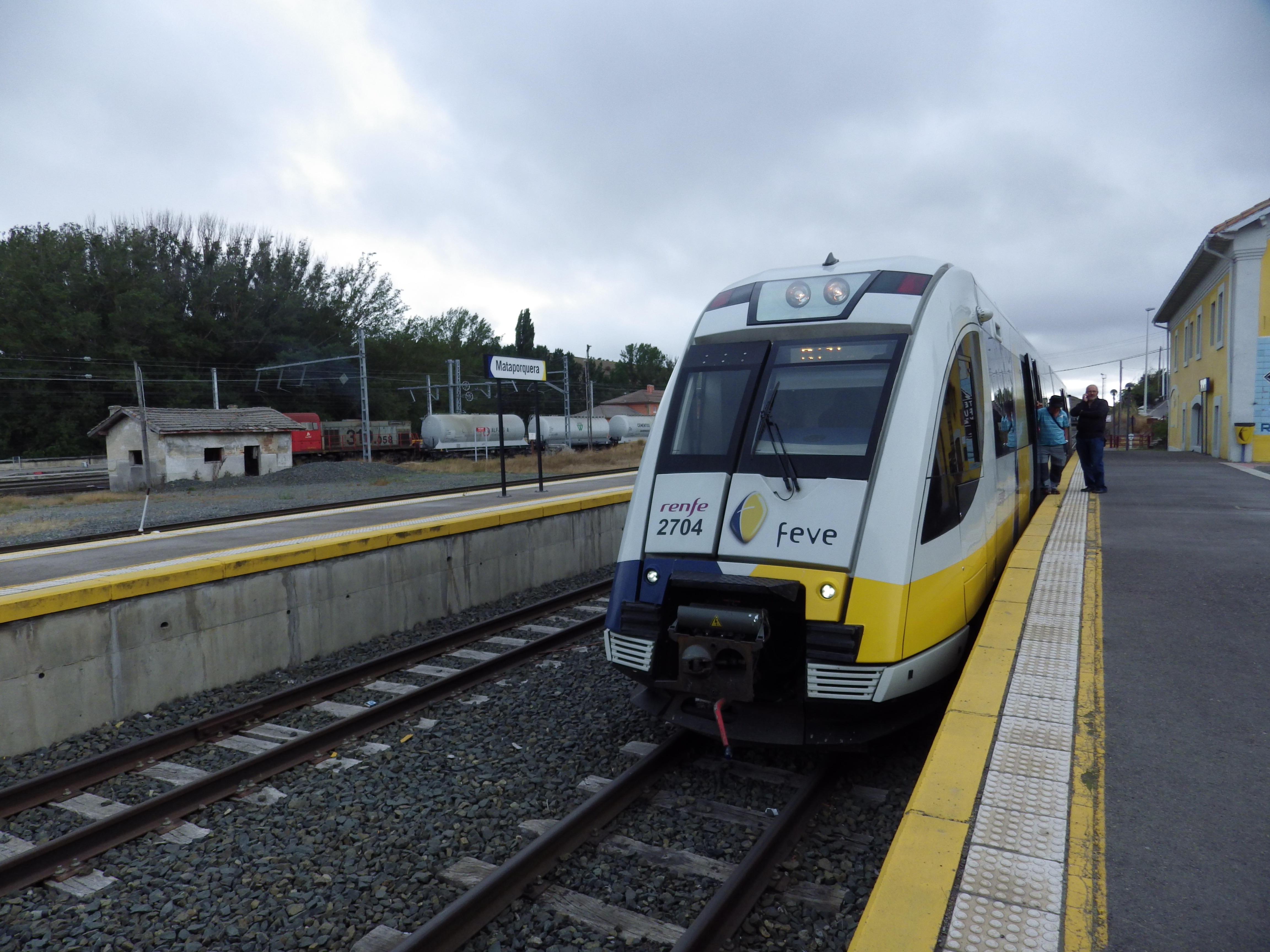
Serie 2700 de Renfe

FEVE (actual Renfe Feve/Renfe AM)
Locomotoras
- Serie 1900 (con Sunsundegui)

Automotores
- Serie 2600 (con Sunsundegui)
- Serie 2700 (con Sunsundegui)
- Serie 2900 (con Sunsundegui)

Unidades eléctricas
- Serie 3300/3500 (con Sunsundegui)
- Serie 3800 (con Sunsundegui)
- Serie aún sin numerar

Euskotren
- UT200
- UT300
- UT900
- UT940
- UT950
- UT3500
- Euskotren XXI
- Euskotren TD 2000

Metro de Madrid
- Serie 300
- Serie 1000
- Serie 2000
- Serie 3000
- Serie 5000
- Serie 6000
- Serie 8000

Metro de Barcelona
- Serie 300
- Serie 1000
- Serie 2000
- Serie 3000/4000
- Serie 5000/6000

Metro de Bilbao
- UT500
- UT550
- UT600

Tranvías y otros metros
- Urbos 1 (Tranvía de Bilbao)

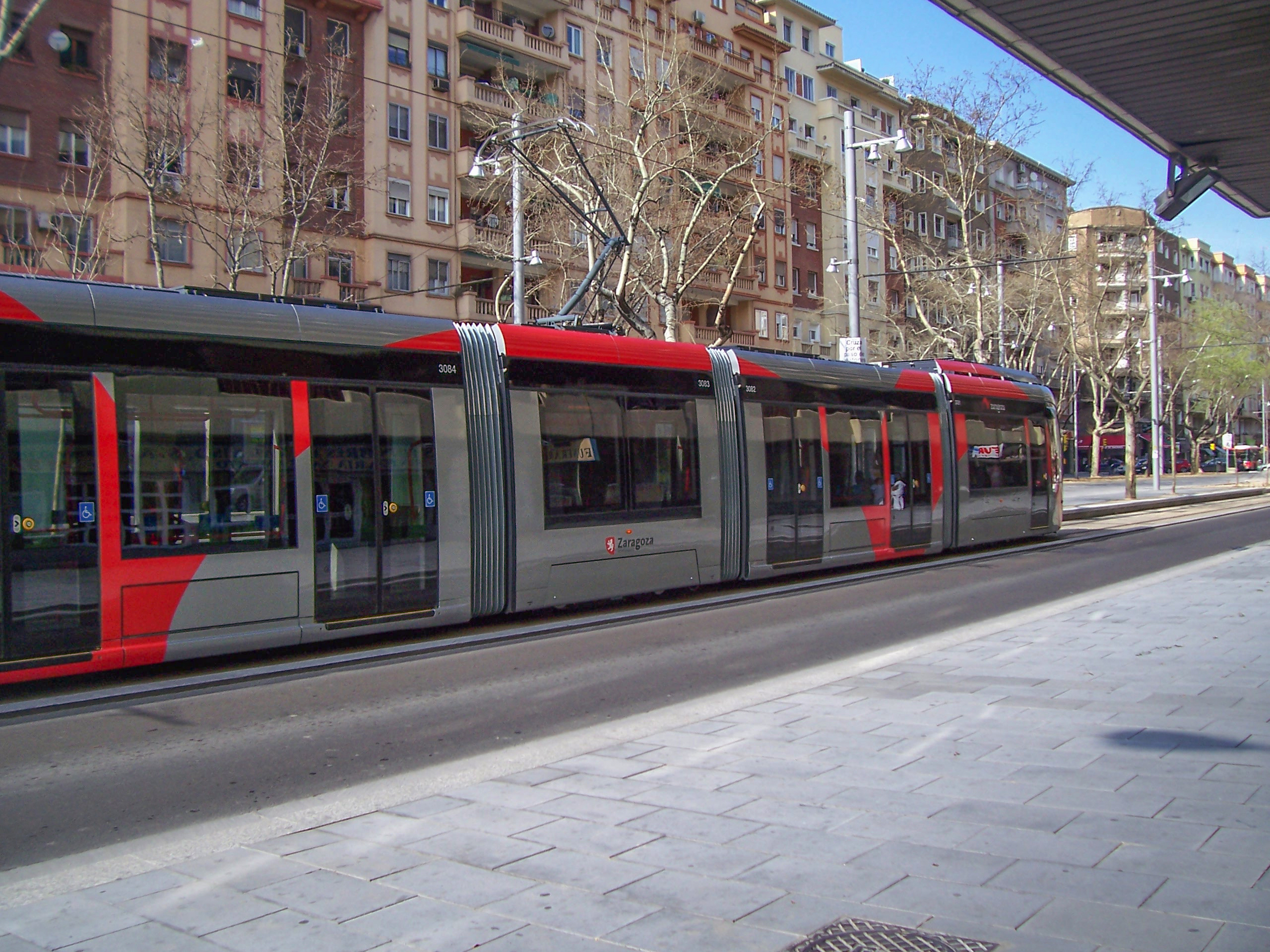
Tranvía de Zaragoza.

- Urbos 2 (Tranvía de Vélez-Málaga, Tranvía de Vitoria y Metro de Sevilla).
- Urbos 3 (Metrocentro de Sevilla, Tranvía de Zaragoza, Metropolitano de Granada, Metro de Málaga y Tranvía de la bahía de Cádiz).

Locomotora híbrida Bitrac 3600 para FESUR
El concepto de base es una locomotora con dos generadores diésel de 1800 kW de MTU cada uno conectado a convertidores basados en tecnología IGBT, que alimentan con energía de voltaje y frecuencia variables a dos motores de tracción asíncronos, cada uno de ellos controlado independientemente para optimizar la adherencia. Fueron alquiladas a COMSA Rail Transport.

### Internacional
Alemania
- Tranvías para Friburgo de Brisgovia
- Tren de cercanías para el f.c. Schönbuchbahn

 Arabia Saudita
- Unidades Push - Pull diésel-eléctricas para los ferrocarriles saudíes (SRO)
- Unidades Push - Pull diésel-eléctricas para la Saudi Railways Company (SAR)

 Argelia
- Metro de Argel
- Regionales diésel SNTF

 Argentina

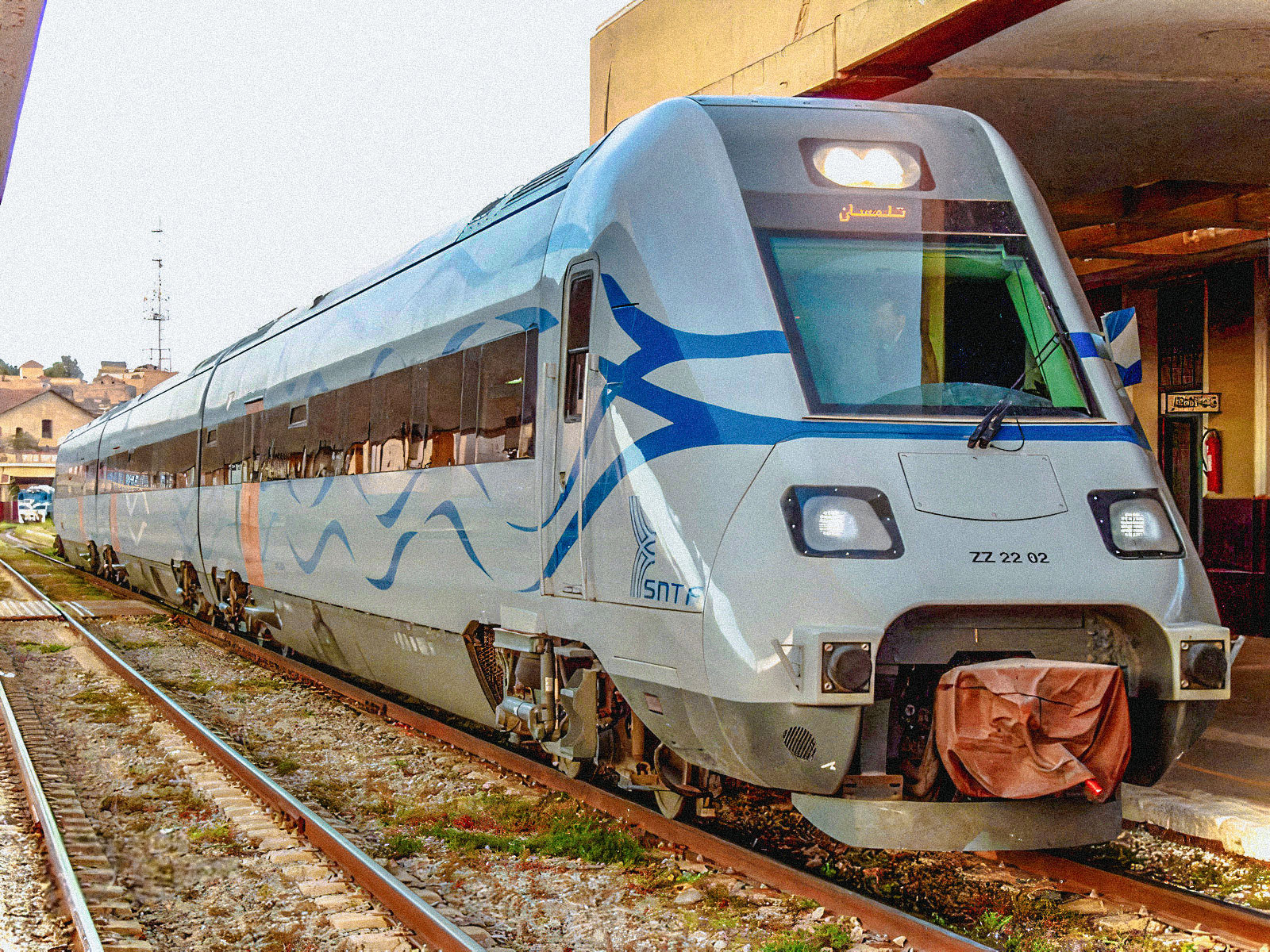
Automotor diésel ZZ 2202 de SNTF (Société nationale des transports ferroviaires), fabricado por CAF en la estación de Sidi Bel Abbès (Argelia).

- 9 Unidades articuladas "Tren de la Costa"
- Unidades CAF GEE "Línea E Subte de Buenos Aires"

 Australia
- Tranvía de Camberra
- Tranvía de Newcastle
- Metro ligero de Parramatta
- Unidades diésel-eléctricas Civity para servicios regionales en Nueva Gales del Sur

 Bélgica
- Metro de Bruselas Serie M6 y M7

- Tranvía de LIJN (Flandes y Amberes)

- Tranvía de Lieja

 Birmania
- 41 unidades diésel-eléctricas para la línea circular de Rangún (Cercanías) y la línea Rangún-Mandalay II (Regional), de los Ferrocarriles de Birmania

 Brasil
- Metro de Sao Paulo, líneas 1 y 3
- Metro de Sao Paulo, línea 5

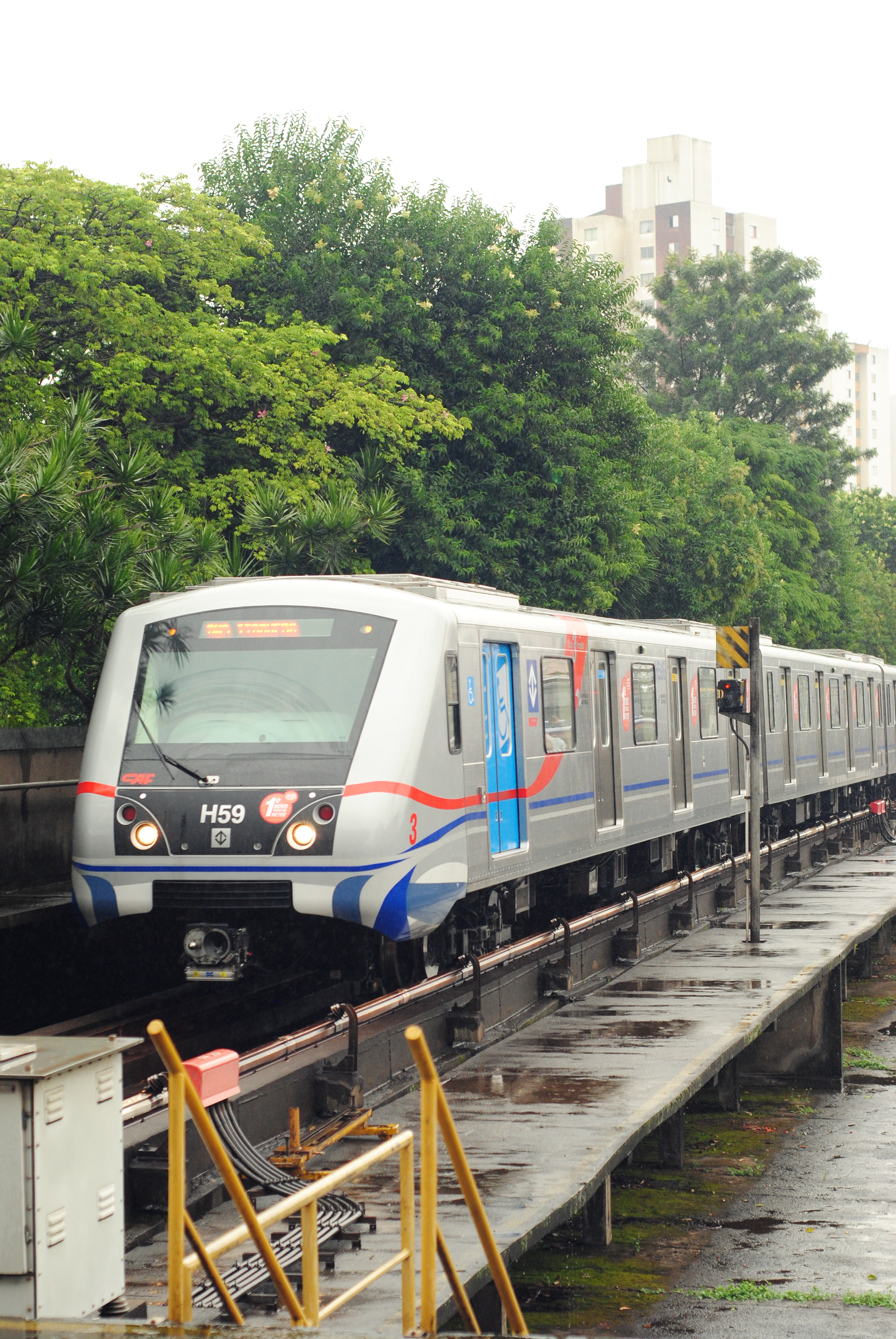
Metro de Sao Paulo.

- Unidades de cercanías para CPTM Sao Paulo (s/2000, s/7000-7500, s/8000, s/8500)
- Tranvía de Cuiabá
- Unidades de cercanías para Recife
- Unidades de cercanías para Belo Horizonte

 Canadá
- Unidades eléctricas ligeras Urbos para el CTrain de Calgary

 Colombia
- Metro de Medellín

Suministro de 13 trenes para el metro de la ciudad de Medellín (Colombia). Son unidades de metro compuestas cada una por 3 coches (2 coches motores y 1 coche remolque) que podrán funcionar en composición simple y doble. La longitud de la unidad simple (3 coches) es aproximadamente de 69 metros y con capacidad máxima de transporte de 1.145 pasajeros. La unidad incorpora 4 puertas por costado en cada coche, captación de energía mediante pantógrafo a la catenaria de 1500 Vcc y la más moderna tecnología en información al pasajero.
En el año 2016 se empieza el envío de otros 22 trenes a la ciudad para mejorar en un 36% los tiempos de desplazamientos de los antioqueños.
 Chile
- Metro de Santiago

CAF logró adjudicarse en este país sudamericano un contrato para fabricar 180 coches (20 unidades de tren de 9 coches cada una) para el Metro de Santiago de Chile. Su propuesta, más económica, ganó un controvertido proceso de licitación con las compañías Alstom y Bombardier. Alstom pidió una impugnación a dicha licitación por supuestos engaños. Los 180 coches están destinados para al refuerzo de la línea 1 y entraron en operaciones a partir de noviembre de 2009 (NS-07), siendo integrados el resto de los trenes en la medida que fueron llegando e inaugurando los tramos restantes de la extensión de la línea 5.
El año 2012 se hace entrega de las 14 nuevas unidades NS-12 formadas por 9 coches y con aire acondicionado para la línea 1 del Metro de Santiago, las cuales se suman a las 20 unidades ya recibidas en el año 2009.
En noviembre de 2013, CAF se adjudica la construcción de 37 unidades eléctricas AS-14 (185 coches) para las líneas 3 y 6 del metro de Santiago de Chile.
 Hong Kong
- Hong Kong airport express

 Ecuador
- Metro de Quito

 Estados Unidos
- Tranvías de Cincinnati

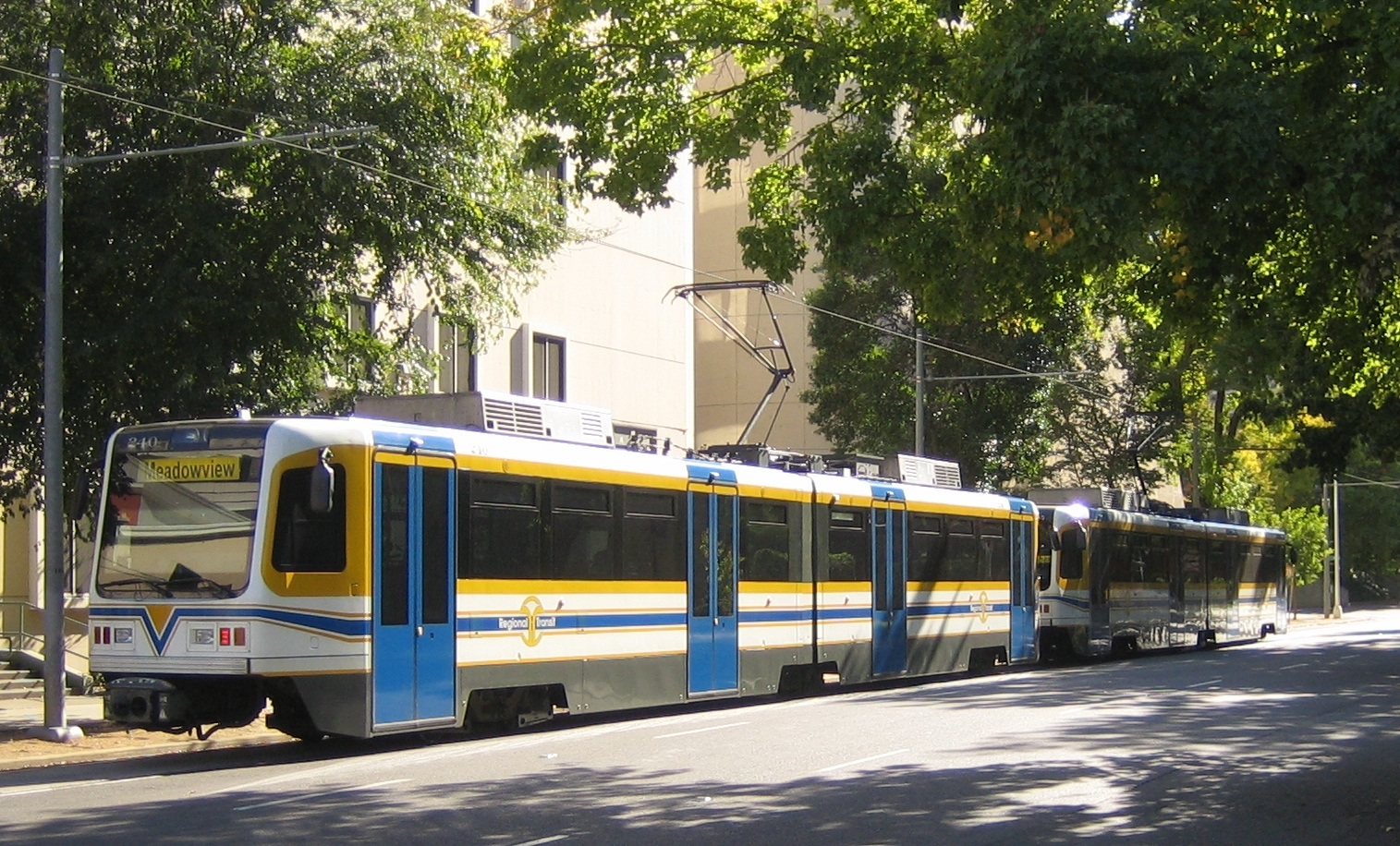
Tren ligero de Sacramento, California.

- Tren Ligero de Sacramento, California Serie 200

- Tren Ligero de Pittsburgh, Pennsylvania Serie 4300

- Metro de Washington Serie 5000

- METRORail de Houston

- Amtrak: coches de pasajeros Viewliner II

- Tranvía de Cincinnati

- Tranvía de Kansas City

- Línea Púrpura de Maryland

- Type 9 por la Línea Verde de Boston

- Tranvía de Seattle

- Tranvía de Omaha

 Estonia
- Tranvía de Tallin

 Finlandia
- Metro de Helsinki

- Cercanías Helsinki (VR)

 Filipinas
- Metro Ligero de Manila

 Francia
- Tranvía de Nantes
- Tranvía de Besançon
- Tranvía de Saint Etienne
- Tranvía de Tours
- Tractores eléctricos para el metro de París
- Automotores diésel para la región Provence-Alpes-Côte d'Azur
- Automotores diésel para los Ferrocarriles de Corcega
- Automotores diésel para la Région du Centre
- Automotores eléctricos de larga distancia para SNCF
- Unidades eléctricas para la línea RER B de París
- Locomotota RATP

 Hungría
- Tranvía de Debrecen
- Tranvía de Budapest
- Coches pasajeros MAV

 India
- Airport Rail Link, Metro de Nueva Delhi

 Irlanda
- CxK NIR 3000 para NI Railways
- CxK NIR 4000 para NI Railways
- CxK IE 29000 para Iarnród Éireann (Irish Rail)
- Intercity Mark 4 de Iarnród Éireann (Irish Rail)

 Israel y TERRITORIO OCUPADO PALESTINO (ver Nota 7 y 9)
- Tren Ligero de Jerusalén

 Italia
- Metro de Roma (MA300 y MB400)
- Metro de Nápoles
- Tren Regional para Cerdeña
- Tranvía de Cagliari
- Tranvía de Roma

- Tranvía de Cosenza
- Unidades Civity para el tren regional de Trieste
- Unidades Civity para la región Apulia (Ferrotramviaria)

 Luxemburgo
- Tranvía de Luxemburgo (LuxTram).

 Marruecos

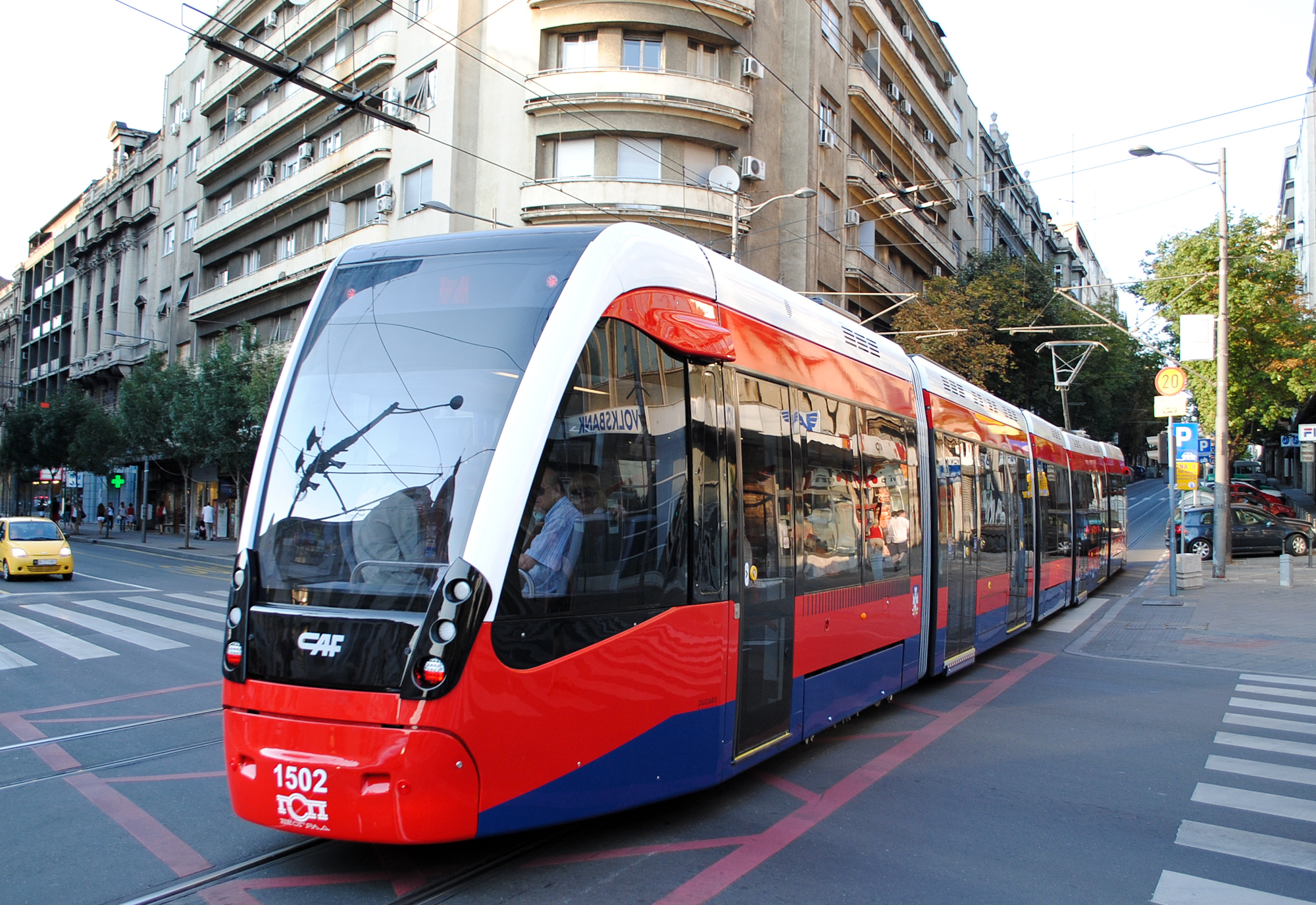
Urbos 3 por las calles de Belgrado.

- Unidades Civity eléctricas para trenes regionales

 Mauricio
- Metro Ligero de Mauricio (Metro Express de Mauricio)

 México
- Metro de la Ciudad de México

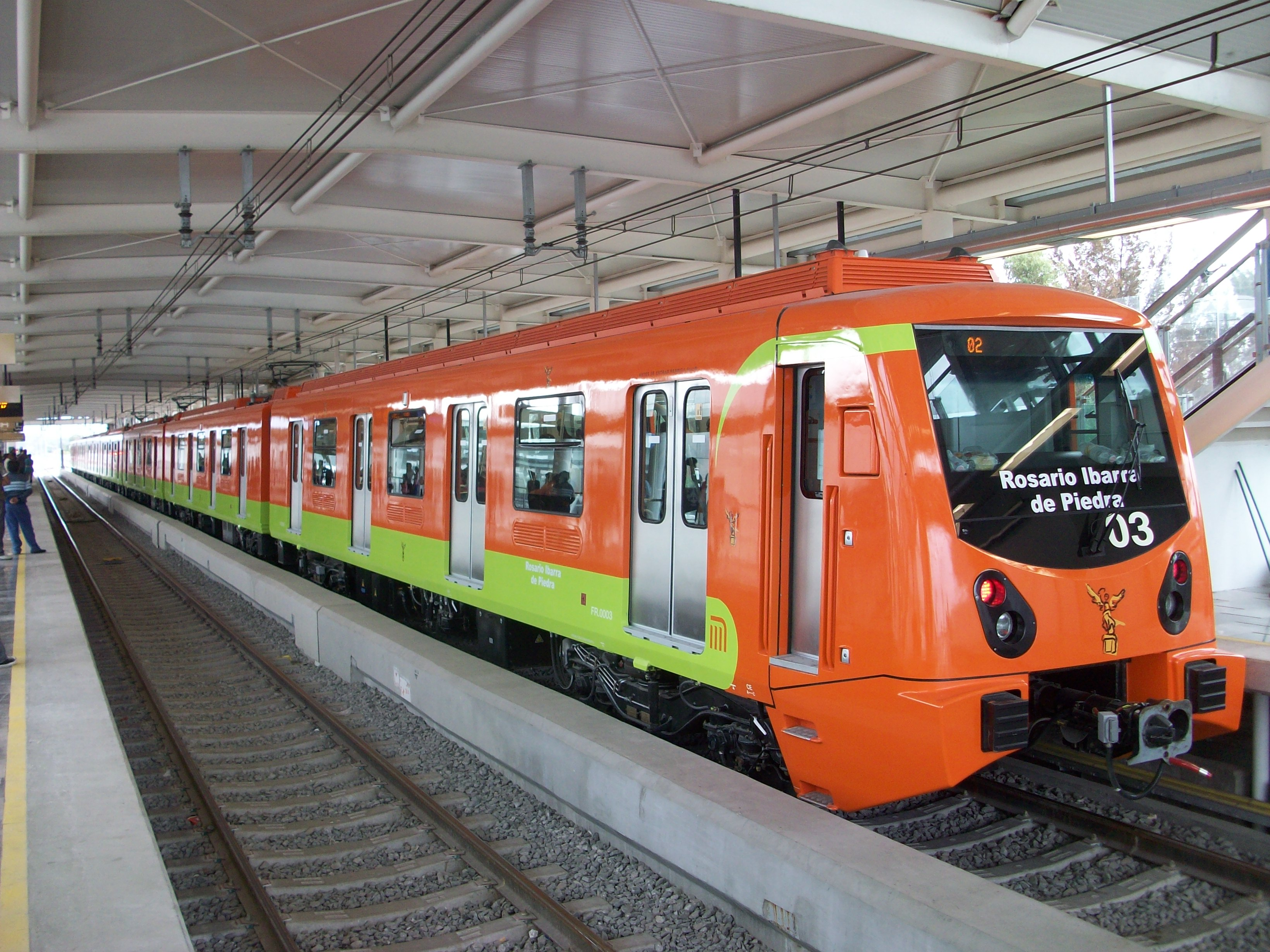
Metro de la Ciudad de México FE-10.

  - NE-92: 15 trenes de rodadura neumática, los primeros creados con este tipo de rodadura por la empresa (1992-1994).
  - Rehabilitación de trenes de los modelos MP-68, NM-73 Y NM-83, este último fue convertido a NE-92(1996-1998).
  - FM-95A: Colaboración con Bombardier Transportation México para la construcción y arrendamiento de 13 trenes de este modelo (1995-1999)
  - NM-02: 45 trenes de rodadura neumática, construidos junto a Bombardier Transportation México (2002-2006).
  - FE-07: 9 trenes de rodadura férrea para la Línea A del Metro de la Ciudad de México (2007-2010).
  - FE-10: 30 trenes de rodadura férrea para la Línea 12 del Metro de la Ciudad de México. Características similares a las del FE-07 (2010-2012).
  - NM-16: 10 trenes de rodadura neumática con aire acondicionado para la Línea 1 del Metro de la Ciudad de México (2016-2018) originalmente iba a ser sustitucion de flota con 45 unidades pero por cuestión presupuestaria se decidió comprar 10 unidades.

- Metrorrey

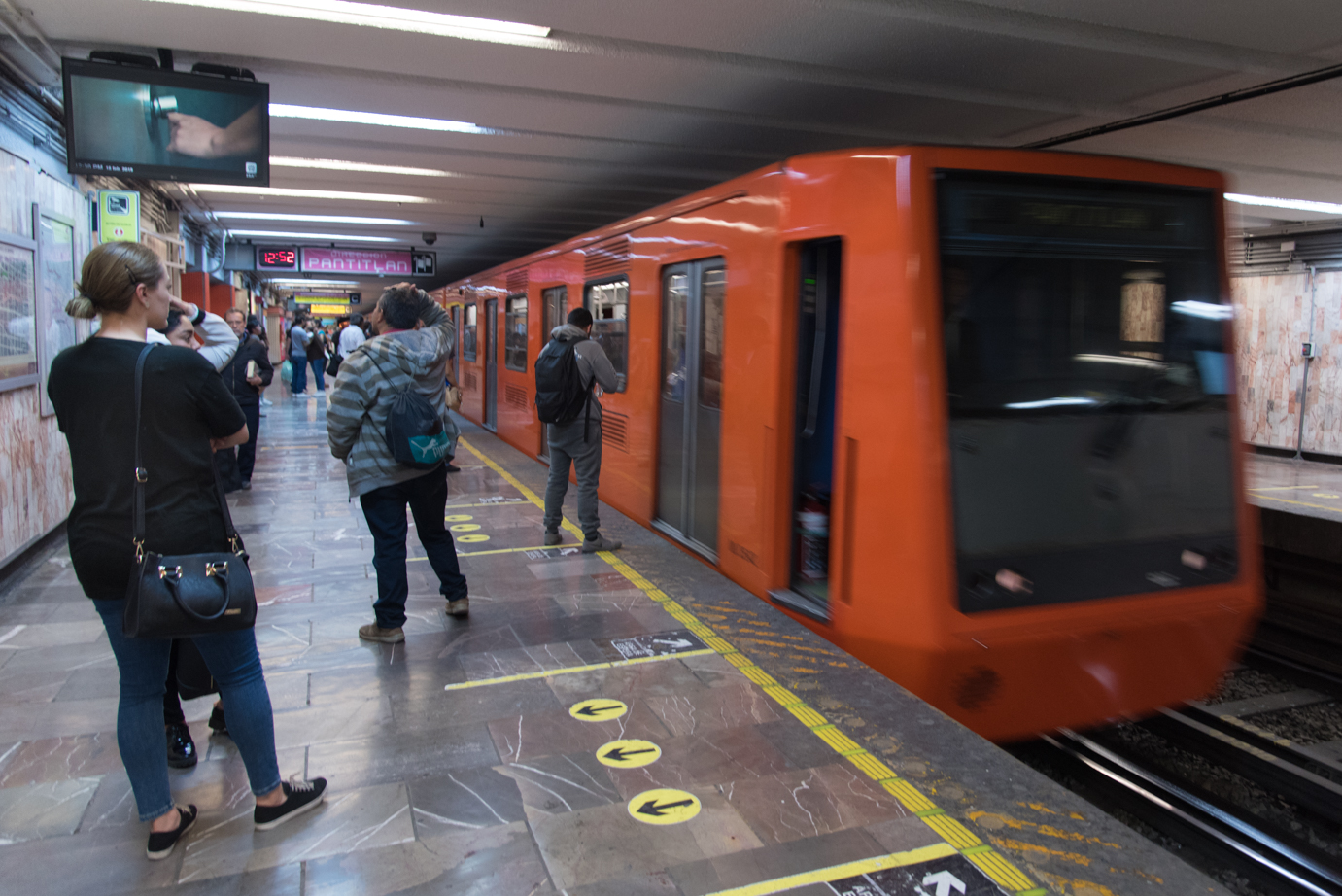
CAF NE-92

  - MM93: 22 unidades articuladas con aire acondicionado (1993-1994).

- Regionales y cercanías
  - Unidades eléctricas para el servicio interurbano México-Toluca.
  - Ferrocarril Suburbano del Valle de México: UT-01, CAF suministró un tren derivado de la Serie 446 y Serie 447 de Renfe.

 Montenegro
- Unidades Civity para servicios regionales de ŽPCG.

 Noruega

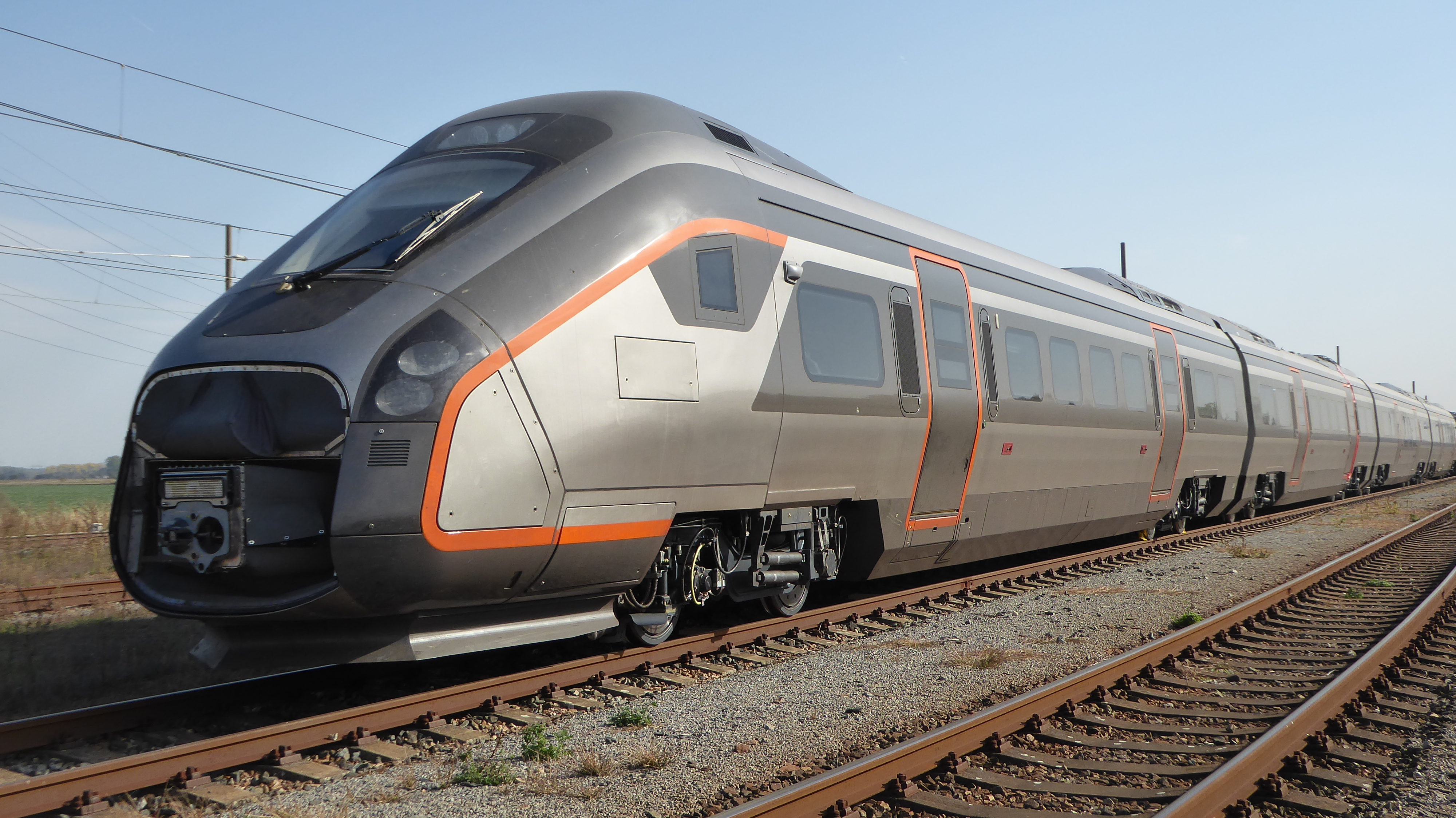
Oaris Flytoget

- Flytoget: Oaris de 4 coches y 275 km/h de velocidad máxima para el servicio Airport Express del aeropuerto de Oslo
- Metro de Oslo

 Nueva Zelanda
- Unidades eléctricas de cercanías para Veolia Transport Auckland

 Países Bajos
- Unidades articuladas de Ámsterdam
- Tranvía de Utrech
- Tranvía de Ámsterdam
- Metro de Ámsterdam
- Unidades eléctricas Civity para el servicio Sprinter de NS

 Portugal
- Comboios de Portugal y Fertagus: unidades de dos pisos Serie 3500 para los Urbanos de Lisboa.
- 15 unidades Urbos para el tranvía de Lisboa
- Serie 9600 de CP de ancho métrico.

 Reino Unido
- Tren de cercanías Heathrow express
- Tren de cercanías Northern Spirit
- Tranvía de Birmingham
- Coches de pasajeros para Caledonian sleeper
- Unidades eléctricas Civity y unidades con coches de pasajeros para Transpennine Express
- Unidades diésel Civity para Wales and Borders
- Unidades regionales Civity para West Midlands
- Unidades Civity eléctricas y diésel para Northern
- Metro de Docklands
- Escocia
  - Tranvía de Edimburgo

 República de China (Taiwan)
- Metro ligero de Kaohsiung
- Tranvías para Nueva Taipéi

 Rumania
- Metro de Bucarest, línea M1, línea M2, línea M3, línea M5 y línea M6

 Serbia
- Tranvía de Belgrado

 Suecia
- Tranvía de Estocolmo
- Tranvía de Lund
- Unidades Civity eléctricas y bimodales diésel-eléctricas modelo Nordic para AB Transitio

 Suiza
- Locomotora diésel-hidráulica Grizzly Scheuchzer
- Locomotora diésel-hidráulica Bison Scheuchzer

 Túnez
- Automotores diésel para la SNCFT

 Turquía
- TCDD Alta Velocidad HT 65000
- Tranvía de Antalya
- Cercanías Izmir
- Metro de Estambul
- Unidades de metro para la línea UU del metro de Estambul

 Venezuela
- Metro de Caracas

## Galería

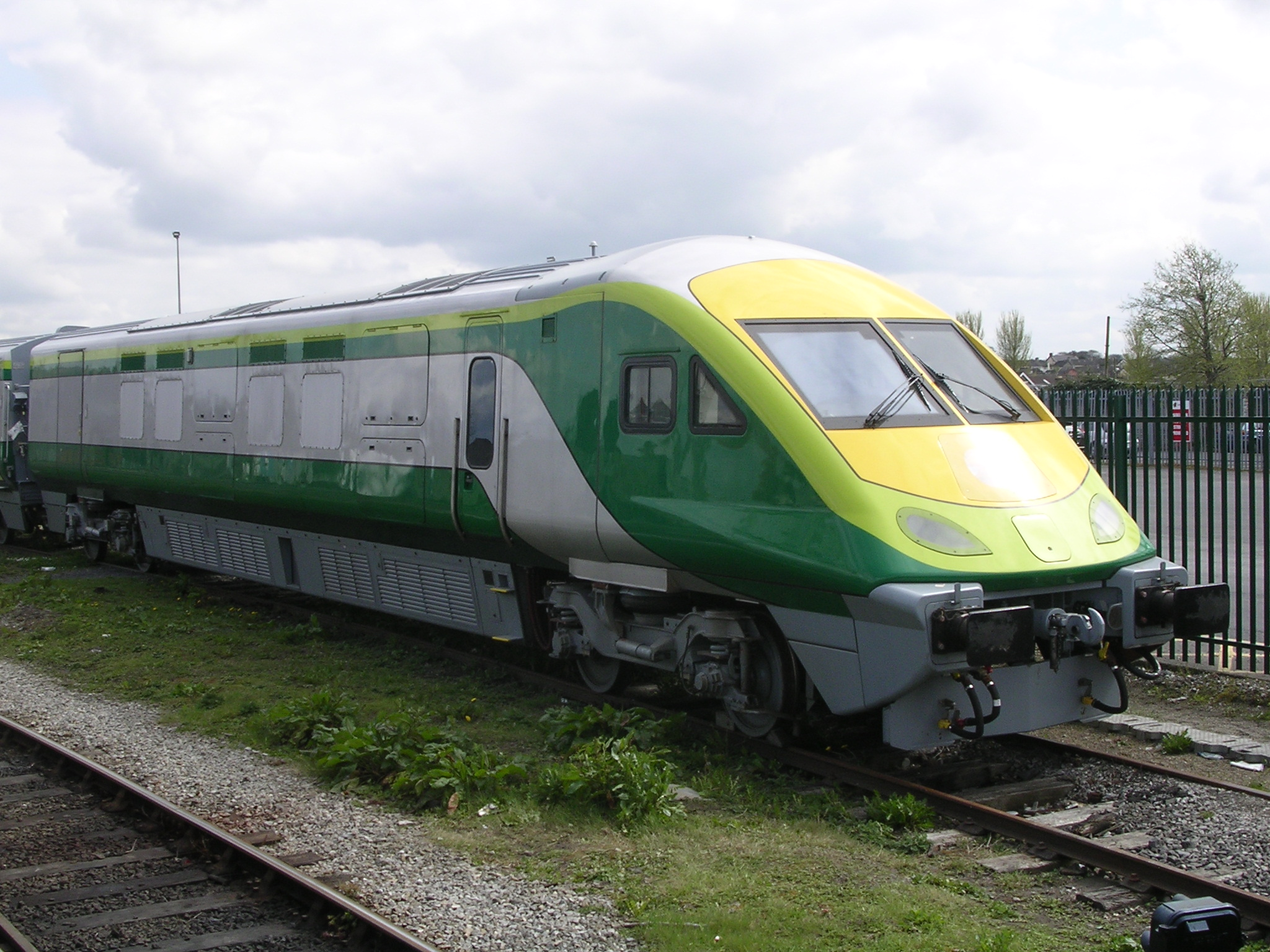
Mark4 en Limerick
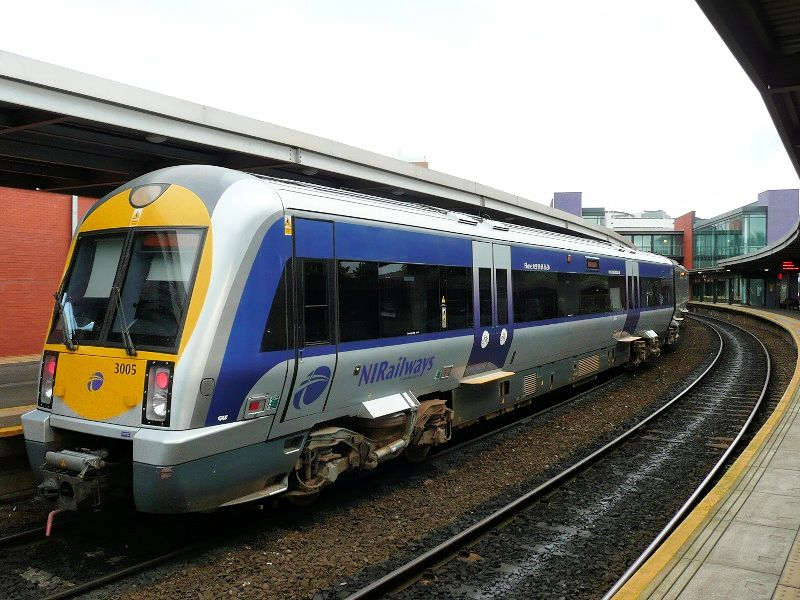
Serie 3000 CxK en Belfast
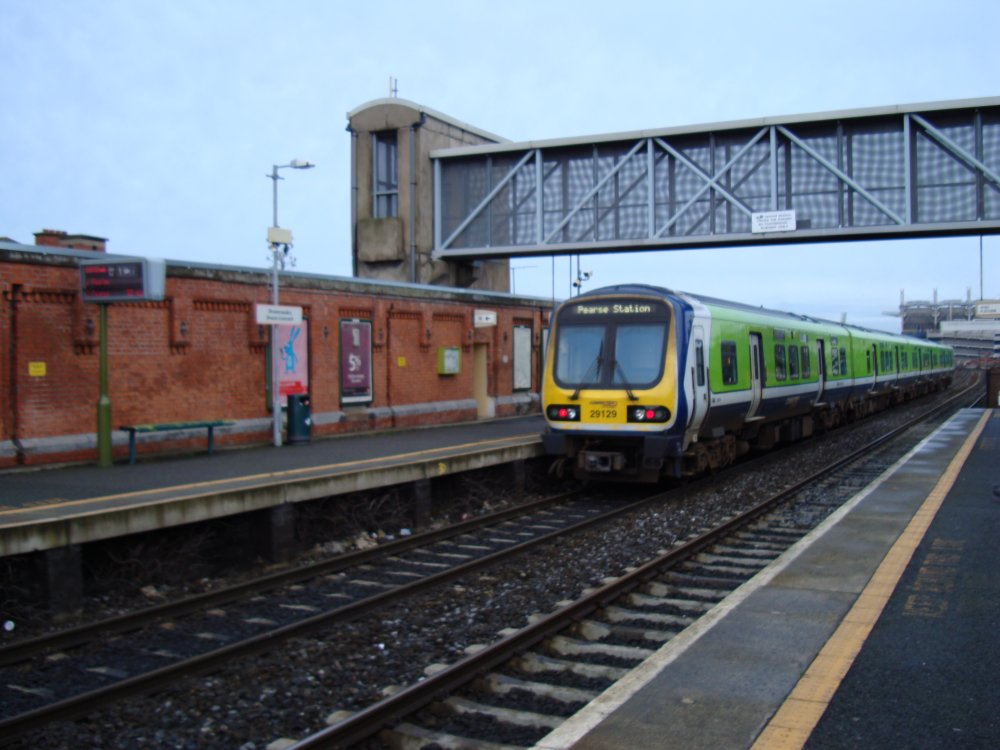
Serie 29000 CxK en Dublín
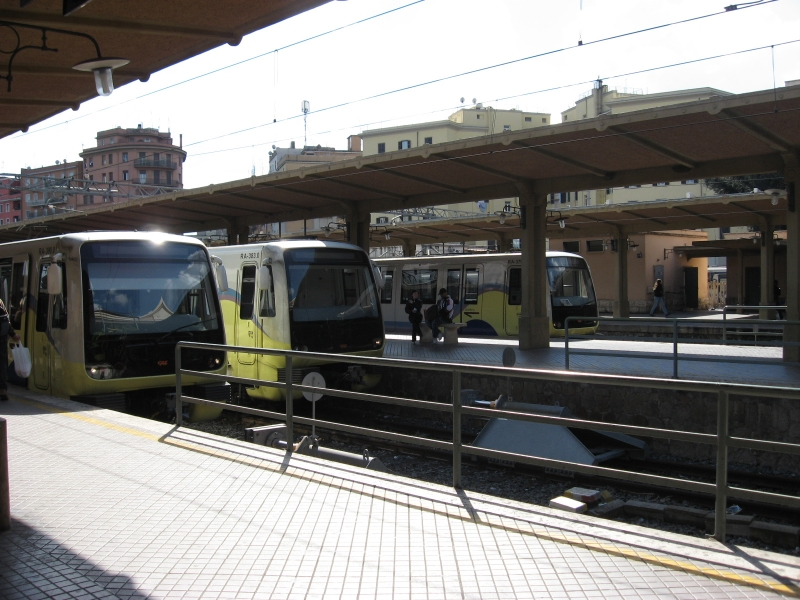
CAF MA300 Metro de Roma
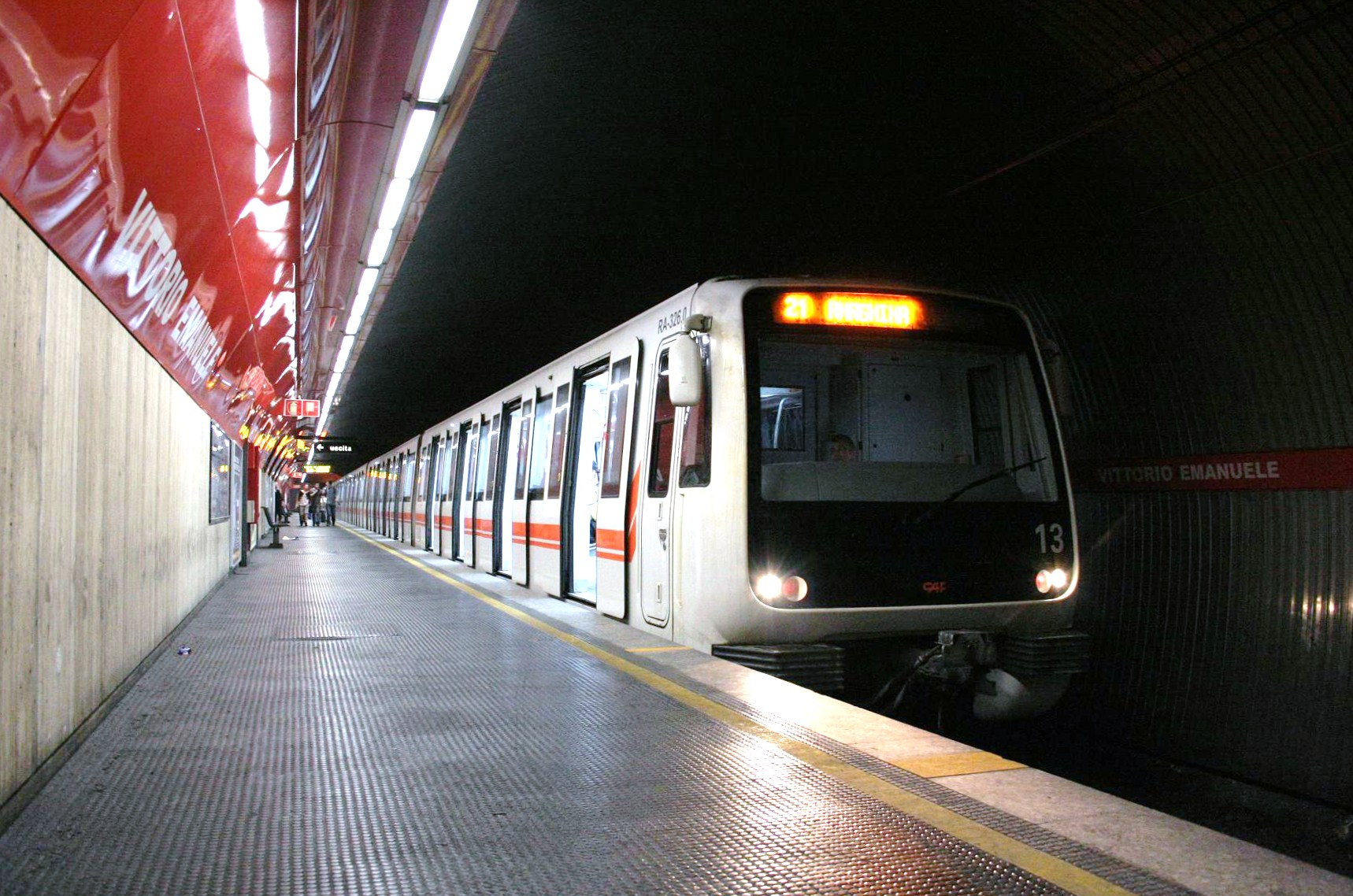
CAF MA300 Metro de Roma